# Ixobrychus
Ixobrychus – rodzaj ptaków z podrodziny bąków (Botaurinae) w obrębie rodziny czaplowatych (Ardeidae).

## Zasięg występowania
Rodzaj obejmuje gatunki występujące na całym świecie z wyjątkiem obszarów antarktycznych.

## Morfologia
Długość ciała 25–66 cm, rozpiętość skrzydeł 40–80 cm; masa ciała 59–420 g.

## Systematyka

### Etymologia
- Ixobrychus: gr. ιξιας ixias „roślina trzcinopodobna” (por. ιξος ixos „jemioła”); βρυχομαι brukhomai „ryczeć” (por. βρυχω brukhō „zgrzytanie zębami”)[11].
- Ardetta: nowołac. ardetta „czapelka”, od zdrobnienia łac. ardea „czapla”[12]. Gatunek typowy: Ardea minuta Linnaeus, 1758.
- Erodiscus: gr. ερωδιος erōdios „czapla”; gr. przyrostek zdrabniający -ισκος -iskos[13]. Gatunek typowy: Ardea minuta Linnaeus, 1758.
- Ardeiralla: zbitka wyrazowa nazw rodzajów: Ardea Linnaeus, 1758 (czapla) oraz Rallus Linnaeus, 1758 (wodnik)[14]. Gatunek typowy: Ardea sturmii Wagler, 1827.
- Nannocnus: gr. ναννος nannos „karzeł”; οκνος oknos „czapla”[15]. Gatunek typowy: Ardetta eurhythma Swinhoe, 1873.
- Dupetor: gr. δουπητωρ doupētōr, δουπητορος doupētoros „dudniący”, od δουπεω doupeō „wydawać głuchy odgłos”[16]. Nowa nazwa dla Ardeiralla Bonaparte, 1855 ze względu na puryzm.
- Erythrophoyx: gr. ερυθρος eruthros „czerwony”; φωυξ phōux „czapla”[17]. Gatunek typowy: Ardeiralla woodfordi Ogilvie-Grant, 1888[a].
- Xanthocnus: gr. ξανθος xanthos „żółty”; οκνος oknos „czapla”[18]. Gatunek typowy: Ardea flavicollis Latham, 1790.

### Podział systematyczny
Do rodzaju należą następujące gatunki:
- Ixobrychus sturmii (Wagler, 1827) – bączek ciemny
- Ixobrychus minutus (Linnaeus, 1766) – bączek zwyczajny
- Ixobrychus novaezelandiae (Purdie, 1871) – bączek nowozelandzki – takson wymarły przed 1900 r.[20]
- Ixobrychus sinensis (J.F. Gmelin, 1789) – bączek żółtawy
- Ixobrychus flavicollis (Latham, 1790) – bączek czarny
- Ixobrychus eurhythmus (Swinhoe, 1873) – bączek amurski
- Ixobrychus cinnamomeus (J.F. Gmelin, 1789) – bączek cynamonowy